# بين أليسون
بين أليسون (بالإنجليزية: Ben Allison)‏ هو عازف جاز أمريكي، ولد في 17 نوفمبر 1966 في نيو هيفن في الولايات المتحدة.

## وصلات خارجية
- بين أليسون على موقع ميوزك برينز (الإنجليزية)
- بين أليسون على موقع ديسكوغز (الإنجليزية)